# Дрис Бајтерт
Дрис Бајтерт (19. новембар 1978, Валрајк, Белгија) је програмер софтвера отвореног кода познат и као творац Друпала, система за управљање садржајем.

## Каријера
Бајтерт је одбранио своју докторску дисертацију из области компјутерских наука 27. јануара 2008. године на Универзитету у Генту у Белгији.
Од 1999. до 2000. године био је уредник Линукс-WLAN секције са најчешће постављеним питањима.
У овом периоду је и осмислио концепт Друпала. На почетку је то био једноставан веб-сајт и веб огласна табла, али се све више развијао како би привукао што већи број корисника.
Дана 1. децембра 2007. године, Дрис је заједно са суоснивачем Џеј Батсоном објавио покретање стартапа под називом Аквија (енгл. Acquia). Аквија је комерцијална софтверска компанија која развија софтвер отвореног кода и обезбеђује производе, услуге и техничку подршку за Друпал. Мисија ове компаније је да за Друпал буде оно што је Red Hat за Линукс. 2009. Аквија је учествовала у пројекту поновног покретања веб-сајта Беле куће whitehouse.gov у Друпалу.
Дана 31. марта 2008. године, Дрис је покренуо Молом (енгл. Mollom), сервис за спречавање спама на веб-сајтовима: "Сврха Молома је да драматично смањи време и напоре које улажемо у то да нам веб-сајтови буду чисти и да квалитет садржаја буде на високом нивоу. Тренутно је Молом изузетно користан алат за уклањање спама и предрставља комбинацију најсавременијих спам филтера и CAPTCHA сервера." Преко 59000 веб-сајтова је заштићено овим сервисом, укључујући и све Нетлог поруке.
Године 2008. Бајтерт је изабран за "Младог предузетника технологије" у избору магазина BusinessWeek. Такође је изабран и за једног од 35 најбољих иноватора у свету млађих од 35 година, у избору часописа Technology Review, МИТ-a (енгл. Massachusetts Institute of Technology, MIT).